# Olivier Weber
Pour les articles homonymes, voir Weber.
Œuvres principales
- Chasseurs de dragons (2002)
- La Bataille des anges (2006)
- Le Barbaresque (2011)
- La Confession de Massoud (2013)
- L’Enchantement du monde (2015)
- Frontières (2016)
- Au Royaume de la lumière (2021)

Olivier Weber, né le 12 juin 1958, est un écrivain, reporter, diplomate et ancien correspondant de guerre français. Maître de conférences à l'Institut d'études politiques de Paris, puis ambassadeur de France itinérant de 2008 à 2013, il est désormais président du prix Joseph-Kessel.

## Biographie
Olivier Weber a fait des études d’économie, d'anthropologie et de droit aux États-Unis, à l'université de San Francisco (Administration des affaires et gestion), et en France, à l'université de Nice (DEA, diplôme d'études approfondies), d’ethnologie à l'École des hautes études en sciences sociales de Paris (DEA), de droit international (doctorat), d'indonésien et malaisien à l'Institut national des langues et civilisations orientales.
Entré en journalisme après quelques années dans l'enseignement et dans l'analyse financière, Il part ensuite en Californie, où il s'intéresse aux œuvres et au parcours de Jack London. Devenu correspondant de guerre en Afrique et au Moyen-Orient pour le Sunday Times, le Guardian et Libération, il réalise aussi des enquêtes pour Les Nouvelles littéraires et Globe. Il est ensuite nommé grand reporter pour le magazine Le Point.[réf. nécessaire]
Olivier Weber voyage à de nombreuses reprises en Afghanistan où il séjourne également auprès des talibans. En août 2001, il se rend en Asie centrale dans le cadre d’une mission humanitaire dans la vallée du Panchir, et remet à Ahmed Chah Massoud les épreuves de son livre Le Faucon afghan.
En 2005, il est nommé maître de conférences à l'Institut d'études politiques de Paris où Il enseigne notamment un cours intitulé Géopolitique des drogues et des guérillas,.
En 2013, il lance une émission sur France Culture, Écrivains dans la guerre, sur les correspondants de guerre et grands reporters devenus écrivains tels Ernest Hemingway, Jack London, Joseph Kessel, John Steinbeck ou encore Vassili Grossman. Il se rend à plusieurs reprises en zones de conflit, comme en Syrie, au Kurdistan, en Asie centrale et en Ukraine, dans le cadre de ses travaux d’écriture et de témoignage.
Sortie en 2008, le film La Fièvre de l'Or tiré de son livre J’aurai de l’or, aborde les questions de traite humaine, de déforestation et de violences envers les populations autochtones en Amazonie.
Il se rend en Irak et au Kurdistan en 2014, 2015 et 2017 dans le cadre de déplacements humanitaires.

## Distinctions et prix littéraires
Olivier Weber a été couronné par plusieurs prix littéraires ou de grand reportage :
- Prix Albert-Londres, 1992 ;
- Prix Joseph-Kessel, 1998 ;
- Prix Louis-Pauwels, 2002 ;
- Chevalier de la Légion d'honneur, 2009 [8];
- Prix Amerigo-Vespucci, du Festival international de géographie 2011 [9] ;
- Prix des romancières, 2016 [10],[11];
- Prix du livre européen et méditerranéen, 2017[12],[13].
- Prix Pierre Loti 2023 [14].

## Œuvres

### Romans, essais et récits de voyage
- Voyage au pays de toutes les Russies (préf. Alain Borer et Emmanuel Carrère), Paris, Quai Voltaire / Payot & Rivages, 2003 (1re éd. 1992), 196 p., 18 cm (ISBN 2-87653-162-3 et 2-228-89714-0, OCLC 402021026, BNF 35613851, SUDOC 071563059, présentation en ligne)
- French doctors : l'épopée des hommes et des femmes qui ont inventé la médecine humanitaire, Paris, Robert Laffont (réimpr. 2014) (1re éd. 1995), 585 p., 24 cm (ISBN 2-87645-229-4 et 2-221-09193-0, OCLC 468771666, BNF 37616695, SUDOC 003629414, présentation en ligne)
- Chasseurs de dragons : des pavots afghans aux bars d'Occident (Précédemment paru sous le titre La route de la drogue : voyage en Opiomie), Paris, Arléa / Payot & Rivages (réimpr. 2002) (1re éd. 1996), 462 p., 17 cm (ISBN 2-228-89555-5, OCLC 469090973, BNF 38811152, SUDOC 061060674, présentation en ligne)
- Lucien Bodard : un aventurier dans le siècle, Paris, Plon (réimpr. 1999) (1re éd. 1997), 1021 p., 24 cm (ISBN 2-259-18315-8, OCLC 416926967, BNF 36186212, SUDOC 004267044, présentation en ligne)
- Soudan, les enfants esclaves, Paris, Mille et une nuits, 1999, 95 p., 15 cm (ISBN 2-84205-403-2, BNF 36978727, présentation en ligne)
- On ne se tue pas pour une femme (roman), Paris, Plon, 2000, 500 p., 20 cm (ISBN 2-259-19392-7, BNF 37209790, présentation en ligne)
- Unesco (ill. Olivier Fontvieille, Colloque Patrimoines d'Asie centrale), Afghanistan : La mémoire assassinée, Paris, Mille et une nuits, 2001, 141 p., 20 cm (ISBN 2842055950, présentation en ligne)
- Le faucon afghan : Voyage au pays des turbans noirs, Paris, Robert Laffont / Pocket no 11616 (réimpr. 2010) (1re éd. 2002), 268 p., 18 cm (ISBN 2-266-12309-2 et 2221121988, OCLC 470294696, BNF 38866530, SUDOC 061508330, présentation en ligne)
- Éternités afghanes (photogr. Reza), Paris, Éditions du Chêne, Éditions Unesco, 2002, 174 p., 16 × 22 cm (ISBN 2-84277-421-3 et 978-92-3-203850-0, OCLC 422254550, SUDOC 075932792, « Éternités Afghanes », 2006 (version du 30 septembre 2006 sur Internet Archive))
- Humanitaires, Paris, Éditions du Félin, 2003, 293 p., 24 cm (ISBN 2-86645-431-6, OCLC 495417265, BNF 39104844, SUDOC 069983046)
- Je suis de nulle part : sur les traces d'Ella Maillart, Paris, Payot, 2003, 375 p., 24 cm (ISBN 2-228-89709-4, OCLC 470558585, BNF 38970342, SUDOC 072153261, présentation en ligne)
- Le grand festin de l’Orient, Paris, Robert Laffont (réimpr. 2010) (1re éd. 2004), 349 p., 24 cm (ISBN 2-221-09802-1 et 2-221-11287-3, OCLC 469423429, BNF 39183888, SUDOC 078984491, présentation en ligne)
- Olivier Weber (dir.) et Samuel Douette (dir.), Routes de la soie : la mémoire retrouvée de l'Afghanistan, Paris, Mille et une nuits, 2004, 183 p., 20 cm (ISBN 2-84205-828-3 et 978-2-84205-828-9, OCLC 418479378, BNF 39210930, SUDOC 080276016)
- Kessel : le nomade éternel, Paris, Arthaud, 2006, 181 p., 23 cm (ISBN 2-70039-659-6, OCLC 470542829, BNF 41075801, SUDOC 110986571, présentation en ligne)
- La bataille des anges (roman), Paris, Albin Michel, 2006, 555 p., 24 cm (ISBN 2-226-16985-7, OCLC 319912168, BNF 40104624, SUDOC 097620556, présentation en ligne)
- La mort blanche (roman), Paris, Albin Michel, 2007, 342 p., 23 cm (ISBN 978-2-226-18098-8 et 2-226-18098-2, OCLC 1040572591, BNF 41147238, présentation en ligne)
- Olivier Weber et Reza, Sur les routes de la soie, Paris, Hoëbeke, 2007, 157 p., 32 cm (ISBN 978-2-84230-300-6 et 2-84230-300-8, OCLC 470990129, SUDOC 121455637, « Sur les routes de la soie », 18 octobre 2007 (version du 25 juillet 2019 sur Internet Archive))
- J'aurai de l'or : en Amazonie, dans les ténèbres de l'Eldorado, Paris, Robert Laffont (réimpr. 2010) (1re éd. 2008), 284 p., 22 cm (ISBN 978-2-221-11009-6 et 2-22112-197-X, OCLC 471010516, BNF 41368703, SUDOC 129535672, présentation en ligne)
- Le Tibet est-il une cause perdue ?, Paris, Larousse, 2008, 125 p., 18 cm (ISBN 978-2-03-584315-9 et 2-03584-315-4, OCLC 471019307, BNF 41371500, SUDOC 127413790)
- Le Barbaresque (roman), Paris, Flammarion, 2010, 314 p., 21 cm (ISBN 978-2-08-124927-1 et 2-08126-153-7, OCLC 758818755, BNF 42370683, SUDOC 150758987, présentation en ligne)
- Conrad : le voyageur de l'inquiétude, Paris, Arthaud, 2011, 134 p., 20 cm (ISBN 978-2-7003-0072-7 et 2-08127-782-4, OCLC 780280040, BNF 42518971, SUDOC 155314637, présentation en ligne)
- Les Impunis : Cambodge : un voyage dans la banalité du mal, Paris, Robert Laffont, 2013, 244 p., 22 cm (ISBN 978-2-221-11663-0 et 2-22113-534-2, OCLC 847557698, BNF 43553067, SUDOC 169279014, présentation en ligne)
- La Confession de Massoud (roman), Paris, Flammarion (réimpr. 2017) (1re éd. 2013), 189 p., 21 cm (ISBN 978-2-0812-7414-3 et 2-08129-674-8, OCLC 862771382, BNF 43701980, SUDOC 172224810, présentation en ligne)
- L'enchantement du monde (roman), Paris, Flammarion, 2015, 439 p., 24 cm (ISBN 978-2-0813-2406-0 et 2-08138-169-9, OCLC 936178496, BNF 44492069, SUDOC 190983981, présentation en ligne)
- Jack London : l'appel du grand ailleurs, Paris, Paulsen, 2016, 306 p., 24 cm (ISBN 978-2-91655-278-1, OCLC 961162309, BNF 45298605, SUDOC 196136458)
- Frontières, Paris, Paulsen, 2016, 387 p., 21 cm (ISBN 978-2-35221-132-7 et 2-35221-211-1, OCLC 950314740, BNF 45043293, SUDOC 193271893, présentation en ligne)
- Dictionnaire amoureux de Joseph Kessel (ill. Alain Bouldouyre), Paris, Plon, 2019, 1073 p., 20 cm (ISBN 978-2-259-25282-9 et 2-25927-781-0, OCLC 1107042967, BNF 45743444, SUDOC 236783904, présentation en ligne)
- L'arrière-pays (roman), Paris, Calmann-Lévy, 2020, 395 p., 22 cm (ISBN 978-2-7021-6687-1 et 2-70216-687-3, OCLC 1176186098, BNF 46609367, présentation en ligne)
- Si je t'oublie Kurdistan, La Tour-d'Aigues (Vaucluse), Éditions de l'Aube, coll. « Monde en cours », 2020, 188 p., 22 cm (ISBN 2-8159-3842-1 et 978-2-8159-3841-9, OCLC 1225876349, BNF 46669779, SUDOC 252368118, présentation en ligne, lire en ligne ).
- Massoud, le rebelle assassiné, La Tour-d'Aigues (Vaucluse), Éditions de l'Aube, coll. « Monde en cours », 2021, 97 p., 22 cm (ISBN 978-2-8159-4514-1, OCLC 1280597033, BNF 47021150, SUDOC 258180323, présentation en ligne, lire en ligne ).
- Au Royaume de la lumière, Un voyage en Himalaya (préf. Philippe Charlier (1977-)), Paris, Plon / Place des éditeurs, coll. « Terre Humaine », 2021, 242 p., 23 cm (ISBN 2-259-28331-4 et 978-2-259-28331-1, OCLC 1259567930, BNF 46809000, SUDOC 256306796, présentation en ligne, lire en ligne ).
- Naissance d'une nation européenne : réflexions sur la question ukrainienne, La Tour-d'Aigues (Vaucluse), Éditions de l'Aube, coll. « Monde en cours », 2022, 128 p., 22 cm (ISBN 2-8159-5152-5 et 978-2-8159-5151-7, OCLC 1346418765, BNF 47125815, SUDOC 264753534, présentation en ligne, lire en ligne )
- Dans l'oeil de l'archange, Calmann-Lévy, 2023[15].
- Dictionnaire amoureux de l'aventure, Plon, 2024.
- Ma vie avec Gérard de Nerval, Gallimard, 2024.

### Livres collectifs
- Olivier Weber (dir.), Corne de l'Afrique, Paris, Autrement (réimpr. 1998) (1re éd. 1987), 249 p., 25 cm (ISBN 978-2-86260-195-3 et 2-86260-195-0, OCLC 489687813, SUDOC 005247896, présentation en ligne)
- (fr + en) Weber, Olivier And Others (avec Olivier Rolin, Jean-Claude Guillebaud, Yves Courrière et Ève de Castro), Escales d'auteurs : Authors Places of Inspiration, Paris, Éditions du Palais, 2000, 127 p. (ISBN 2-95161-890-5)
- Henri Amouroux, Henri de Turenne, Annick Cojean, Olivier Weber et al., Grand reportage : les héritiers d'Albert Londres, Paris, Ed. Florent Massot, 2001, 308 p., 21 cm (ISBN 2-84588-037-5, BNF 37742964, présentation en ligne)
- Nilab Mobarez et Olivier Weber (préf. Alain Mingam), Femmes afghanes, Paris, Hoëbeke, 2002, 114 p., 32 cm (ISBN 2-8423-0135-8, OCLC 300752273, BNF 38810206, SUDOC 075885026)
- Myriam Gaume (dir.) (avec Mylène Sauloy, Jean-Pierre Perrin et Olivier Weber), Villes en guerre, Paris, Phébus (1re éd. 2003), 247 p., 21 cm (ISBN 2-85940-883-5, BNF 38954189, présentation en ligne)
- Samuel Douette (dir.), Barmak et Hamed Akram, Max Schvoerer, Zemaryalaï Tarzi, Olivier Weber et al. (ill. Cloé Fontaine et Bertrand de Miollis, photogr. Amandine Roche et Isabelle Vayron), Paris-Kaboul : Expédition scientifique et culturelle sur les routes de la soie, Paris, Hoëbeke, 2004, 128 p., 25 × 27 cm (ISBN 2-84230-193-5 et 9782842301934, OCLC 55678470, BNF 39168311)
- Karl Blanchet (dir.) et Boris Martin (dir.) (préf. Rony Brauman, postface Olivier Weber), Critique de la raison humanitaire, Paris, Éd. du Cavalier bleu, 2006, 156 p., 22 cm (ISBN 2-84670-120-2, BNF 40116141)
- Élise Dürr (dir.), Christian Hoche, Jean-Pierre Perrin, Philippe Rochot, Olivier Weber et al. (préf. Jean-Claude Guillebaud, postface Jean-Paul Mari), Grands reporters : carnets intimes, Meudon, L'Élocoquent, 2008, 330 p., 22 cm (ISBN 978-2-86826-009-3, BNF 41397993, présentation en ligne)
- Élise Dürr (dir.), Olivier Frébourg, Jean Rouaud, Marc Thiercelin et al. (préf. José Benavente, postface Michel Le Bris), Dans les bars des bouts du monde, Meudon, L'Élocoquent, 2010, 187 p., 22 cm (ISBN 978-2-86826-010-9 et 2-86826-010-1, OCLC 762773409, BNF 42182180)
- Éric Fottorino (dir.), Tahar Ben Jelloun, Gérard Chaliand, Régis Debray, Gilles Kepel, Michel Onfray, Jean-Christophe Rufin, Leïla Slimani, Olivier Weber et al., Qui est Daech ? : comprendre le nouveau terrorisme, Paris, Éd. Philippe Rey, 2015, 95 p., 18 cm (ISBN 978-2-84876-526-6, OCLC 1090850271, BNF 44465416)
- François-Henri Désérable, Éric Fottorino, Mireille Sacotte, Robert Solé et Olivier Weber, Romain Gary, le visionnaire, La Tour-d'Aigues (Vaucluse), Éd. de l'Aube, 2019, 62 p., 22 cm (ISBN 978-2-8159-3562-3 et 2-81593-562-7, OCLC 1137126930, BNF 46505692, présentation en ligne)

### Filmographie
Olivier Weber est l'auteur et scénariste de plusieurs films documentaires pour la télévision et le cinéma, notamment sur des voyages et sur des écrivains.
- Les Enfants esclaves, France 2, 1998
- L'Opium des talibans, diffusion télévisions et cinéma en 2001, Prix Spécial du FIPA
- Retour au Cambodge, France 5, 2002[16],[17]
- Sur la route du Gange, ARTE, 2003, prix du public du Festival international du grand reportage d'actualité et du documentaire de société (Figra) et prix de l'image du Figra [18]
- Sur la route du Nil, France 5, 2007[19]
- Le Monde vu du train, Voyage
- Le Peuple de l'opium, Canal+, 2007[20]
- La Fièvre de l'Or, Canal+ et France 2, présenté en salles dans les cinémas en France à partir du 15 octobre 2008[21],[22]
- Les Rubis des Khmers rouges, France 2, 2011
- Au-delà de la lumière (Le Défi Baïkal), France 3, 2017[23]
- Le Royaume de la lumière, Voyage-France 5, 2019[24].